# Orchestre symphonique de Christchurch
L'Orchestre symphonique de Christchurch (en anglais : Christchurch Symphony Orchestra) est un orchestre symphonique, basé à Christchurch, en Nouvelle-Zélande.

## Historique
L'orchestre symphonique de Christchurch a été fondé en 1958, en partie grâce à l'initiative et au soutien du compositeur John Ritchie, originaire de Christchurch.
Actuellement, l'orchestre fonctionne autour d'un noyau d'interprètes principaux et permanents et fait appel à des interprètes occasionnels en fonction des besoins de sa programmation. Il se produit dans plus de cinquante concerts par an, y compris les représentations pour le Royal New Zealand Ballet ou le Southern Opera et les événements de la municipalité de Christchurch. 

## Répertoire
Le répertoire de l'orchestre présente un large éventail de la musique classique et contemporaine. L'orchestre travaille également avec les écoles primaires et secondaires à travers l'Île du Sud en développant un programme de sensibilisation et d'éducation à la musique classique.